# Tubifex
Tubifex – rodzaj skąposzczetów z rodziny rurecznikowatych (Tubificidae). Zwierzęta te zamieszkują akweny słodkowodne klimatu głównie umiarkowanego. 
Mają nitkowaty wygląd ciała, pozbawione są odnóży, szczęk i czułków. Ubarwione w różnych odcieniach czerwieni. Wyraźnie widoczna segmentacja ciała, zwężającego się ku tyłowi. Wyglądem przypominają dżdżownice. Są obojnakami, jednak u większości gatunków występuje rozmnażanie płciowe. Osiągają długość od kilku milimetrów do kilkunastu centymetrów.
Zwierzęta te to głównie detrytusożercy z nielicznymi przypadkami odżywiania się roślinami. Żyją w koloniach złożonych często z dużej liczby osobników.

## Gatunki
- Tubifex ignotus
- Tubifex kryptus
- Tubifex montanus
- Tubifex nerthus
- Tubifex newaensis
- Tubifex pescei
- Tubifex pomoricus
- Tubifex smirnowi
- Tubifex tubifex – rurecznik mułowy[3], popularny pokarm ryb akwariowych; gatunek rurecznika często błędnie utożsamiany z całym rodzajem Tubifex.

W faunie Polski występują 4 gatunki: T. ignotus, T. montanus, T. newaensis i T. tubifex, spośród których T. montanus jest znany tylko z Polski.